# 16069 Маршафольґер
16069 Маршафольґер (16069 Marshafolger) — астероїд головного поясу, відкритий 7 вересня 1999 року.
Тіссеранів параметр щодо Юпітера — 3,421.